# Trofeo Comune di Lamporecchio
Le Trofeo Comune di Lamporecchio est une course cycliste italienne disputée autour de Lamporecchio, en Toscane. Durant son existence, cette épreuve fait partie du calendrier régional de la Fédération cycliste italienne, en catégorie 1.19. Elle est réservée aux coureurs espoirs (moins de 23 ans) et élites sans contrat.